# Amélia Luísa de Aremberga
Amélia Ana Luísa Júlia Adalberta de Aremberga (Bruxelas, 10 de abril de 1789 — Bamberga, 4 de abril de 1823) foi uma princesa de Aremberga por nascimento e duquesa na Baviera pelo seu casamento com Pio Augusto, Duque na Baviera.

## Família
Amélia foi a única filha do príncipe Luís Maria de Aremberga e de Maria Adelaide Júlia de Mailly, Senhora de Ivry-sur-Seine. Os seus avós paternos eram Carlos Maria Raimundo de Aremberga e Luísa Margarida de La Marck. Os seus avós maternos eram Luís José de Mailly, Príncipe de Orange e de Neufchâtel, e Adelaide Júlia de Hautefort, Mademoiselle de Montignac.

## Biografia
Ao 18 anos de idade, Amélia Luísa casou-se com o duque Pio Augusto, no dia 26 de maio de 1807, em Bruxelas. O duque era filho de Guilherme, Duque na Baviera e de Maria Ana do Palatinado-Zweibrücken.
Após o casamento eles se mudaram para a cidade de Bamberga. O casal teve apenas um filho, Maximiliano José. 
Em 1817, a duquesa enviou o filho para morar com o seu tio, Maximiliano I José da Baviera, e não o viu até o ano de 1820.
Após o seu retorno de uma visita a Munique, Amélia Luísa faleceu no dia 4 de abril de 1823, aos 33 anos de idade, em Bamberga, e foi enterrada na Abadia de Tegernsee.

## Descendência
- Maximiliano José, Duque na Baviera (4 de dezembro de 1808 – 15 de novembro de 1888), foi marido de Luísa Guilhermina da Baviera, com quem teve dez filhos.

## Títulos e estilos
- 10 de abril de 1789 – 26 de maio de 1807: Sua Alteza Sereníssima Princesa Amélia Luísa de Aremberga
- 2 de maio de 1807 – 4 de abril de 1823: Sua Alteza Real Duquesa Amélia Luísa na Baviera